# Monticello, Minnesota

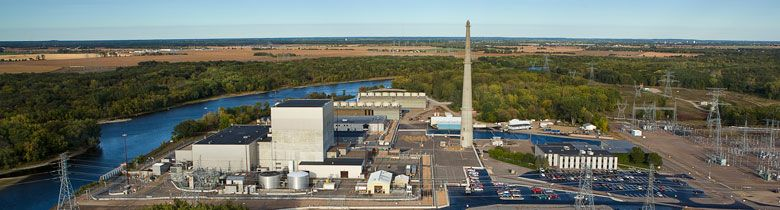
Monticello kärnkraftverk.

Monticello är en stad i Wright County i Minnesota. Countyt grundades år 1855 och Monticello utsågs till dess första huvudort. Buffalo är huvudort i countyt sedan 1868.